# Norwegische Snooker-Meisterschaft
Die norwegische Snooker-Meisterschaft ist ein Wettbewerb zur Ermittlung des Landesmeisters in der Billardvariante Snooker in Norwegen.

## Geschichte
Nachdem in Schweden bereits 1984 die erste nationale Meisterschaft im Snooker ausgetragen wurde, ermittelte der Norges Biljardforbund 1988 erstmals einen norwegischen Meister in dieser Disziplin. Seitdem wird das Turnier jährlich ausgetragen, einzig 2020 kam es aufgrund der COVID-19-Pandemie zu einer Unterbrechung. Rekordsieger des Turniers ist Bjørn L’Orange mit sieben Titeln und einer Vizemeisterschaft. Auch der zweite norwegische Profispieler Kurt Maflin konnte sich zweimal in die Siegerliste eintragen.
Neben dem Hauptturnier werden seit 2011 auch Meisterschaften im Six-Red-Snooker und für Teams ausgetragen, bei denen Christopher Watts sowie das Doppel Erik Dullerud und Nassim Sekat mit je fünf Siegen am erfolgreichsten waren. 2022 wurde beschlossen, die Team-Meisterschaft nur noch alle drei Jahre auszuspielen. Darüber hinaus fand 2011 und 2012 eine Senioren-Meisterschaft statt, die von Ken Simon Røed beziehungsweise Tore Skagestein gewonnen wurde.

## Titelträger
| Jahr | Hauptmeisterschaft                   | Hauptmeisterschaft                   | Hauptmeisterschaft                   | Hauptmeisterschaft                           | 6-Reds                               | Teams                                   |
| Jahr | Sieger                               | Ergebnis                             | Finalist                             | Halbfinalisten 1                             | 6-Reds                               | Teams                                   |
| ---- | ------------------------------------ | ------------------------------------ | ------------------------------------ | -------------------------------------------- | ------------------------------------ | --------------------------------------- |
| 1988 | Aksel Hornslien                      | unbekannt                            | Gunnar Jacobsen                      | Christian Schunko Kjell Lillestøl            | nicht ausgetragen                    | nicht ausgetragen                       |
| 1989 | Roger Reppe                          | unbekannt                            | Robert Farinetti                     | Bjørn L’Orange Rolf Jensen                   | nicht ausgetragen                    | nicht ausgetragen                       |
| 1990 | Bjørn L’Orange                       | unbekannt                            | Frode Hellerud                       | Rolf Jensen Robert Farinetti                 | nicht ausgetragen                    | nicht ausgetragen                       |
| 1991 | Robert Farinetti                     | kl.                                  | Bjørn L’Orange                       | Frank Svorkmo Alf Regy Lid                   | nicht ausgetragen                    | nicht ausgetragen                       |
| 1992 | Kjartan Fridthjofsson 2              | unbekannt                            | Kjetil Jømne                         | Morten Skifjeld Ottar Jensen                 | nicht ausgetragen                    | nicht ausgetragen                       |
| 1993 | Kjartan Fridthjofsson 2              | unbekannt                            | Morten Hansen                        | Atle Skoland Ken Simon Røed                  | nicht ausgetragen                    | nicht ausgetragen                       |
| 1994 | Bjørn L’Orange                       | unbekannt                            | Jørgen Jarve                         | Morten Hansen Tore Skagestein                | nicht ausgetragen                    | nicht ausgetragen                       |
| 1995 | Bjørn L’Orange                       | 4:1                                  | Atle Grefstad                        | Morten Hansen Morten Skifjeld                | nicht ausgetragen                    | nicht ausgetragen                       |
| 1996 | Pål Isnes                            | 4:2                                  | Andre Hellerud                       | Bjarni Jónsson 3 Tore Skagestein             | nicht ausgetragen                    | nicht ausgetragen                       |
| 1997 | Bjørn L’Orange                       | 4:0                                  | Kjartan Fridthjofsson                | Andre Hellerud Tore Skagestein               | nicht ausgetragen                    | nicht ausgetragen                       |
| 1998 | Andre Hellerud                       | 5:2                                  | Kjartan Fridthjofsson                | Rolf Jensen Espen Bertheusen                 | nicht ausgetragen                    | nicht ausgetragen                       |
| 1999 | Ken Simon Røed                       | 4:0                                  | Hermund Årdalen                      | Kjartan Fridthjofsson Andre Hellerud         | nicht ausgetragen                    | nicht ausgetragen                       |
| 2000 | Bjørn L’Orange                       | 4:2                                  | Andre Hellerud                       | Kjartan Fridthjofsson Tommy Olsen            | nicht ausgetragen                    | nicht ausgetragen                       |
| 2001 | Bjørn L’Orange                       | 5:1                                  | Geir Holmqvist                       | Kjartan Fridthjofsson Knut Kvaal Pedersen    | nicht ausgetragen                    | nicht ausgetragen                       |
| 2002 | Bjørn L’Orange                       | 4:0                                  | Ken Simon Røed                       | Roger Lysholm Knut Kvaal Pedersen            | nicht ausgetragen                    | nicht ausgetragen                       |
| 2003 | Knut Kvaal Pedersen                  | 4:3                                  | Pål Isnes                            | Anita Rizzuti Ken Simon Røed                 | nicht ausgetragen                    | nicht ausgetragen                       |
| 2004 | Knut Kvaal Pedersen                  | 4:3                                  | Ken Simon Røed                       | Tommy Olsen Hermund Årdalen                  | nicht ausgetragen                    | nicht ausgetragen                       |
| 2005 | John Vastvedt                        | 4:2                                  | Nevzat Yesil                         | Jason Hansen Knut Kvaal Pedersen             | nicht ausgetragen                    | nicht ausgetragen                       |
| 2006 | Kurt Maflin                          | 4:0                                  | Malvin Bjelland                      | Ken Simon Røed Andreas Skogstad              | nicht ausgetragen                    | nicht ausgetragen                       |
| 2007 | Hassan Shuja                         | 5:1                                  | Ken Simon Røed                       | Roger Rasmussen Anita Rizzuti                | nicht ausgetragen                    | nicht ausgetragen                       |
| 2008 | Hassan Shuja                         | 4:2                                  | Knut Kvaal Pedersen                  | Andre Hellerud Jens Petter Svendsen          | nicht ausgetragen                    | nicht ausgetragen                       |
| 2009 | Andre Hellerud                       | 3:1                                  | Christopher Watts                    | Anita Rizzuti Askild Hansen                  | nicht ausgetragen                    | nicht ausgetragen                       |
| 2010 | Knut Kvaal Pedersen                  | 3:1                                  | Askild Hansen                        | Anita Rizzuti Hermund Årdalen                | nicht ausgetragen                    | nicht ausgetragen                       |
| 2011 | Christopher Watts                    | 4:2                                  | Stig Dahl                            | Knut Kvaal Pedersen Erik Dullerud            | Christian Johannessen                | Bjørn Gulbrandsen Ken Simon Røed        |
| 2012 | Mats Schjetne                        | 3:1                                  | Andre Hellerud                       | Tore Skagestein Umar Hayat Ali               | Christopher Watts                    | nicht ausgetragen                       |
| 2013 | Christopher Watts                    | 4:1                                  | Tore Skagestein                      | Ken Simon Røed Knut Kvaal Pedersen           | Christopher Watts                    | Erik Dullerud Nassim Sekat              |
| 2014 | Mats Schjetne                        | 5:3                                  | Umar Hayat Ali                       | Bjørn Gulbrandsen John Fjermestad Aase       | Christopher Watts                    | Roger André Strand John Fjermestad Aase |
| 2015 | Andre Hellerud                       | 4:3                                  | Christopher Watts                    | Ken Simon Røed Sajid Raheem                  | Christopher Watts                    | Christopher Watts Edwin Ingebrigtsen    |
| 2016 | Kurt Maflin                          | 4:0                                  | Audun Risan Heimsjø                  | Matias Sætre Reidar Rundsveen                | Christopher Watts                    | Reidar Rundsveen Daniel Skaathun        |
| 2017 | Christopher Watts                    | 4:2                                  | Audun Risan Heimsjø                  | Nassim Sekat Umar Hayat Ali                  | Umar Hayat Ali                       | Erik Dullerud Nassim Sekat              |
| 2018 | Christopher Watts                    | 4:0                                  | Daniel G. Skaathun                   | Nassim Sekat Reidar Rundsveen                | Audun Risan Heimsjø                  | Erik Dullerud Nassim Sekat              |
| 2019 | Christopher Watts                    | 4:2                                  | Andre Hellerud                       | Audun Risan Heimsjø Reidar Rundsveen         | nicht ausgetragen                    | Erik Dullerud Nassim Sekat              |
| 2020 | keine Austragung (COVID-19-Pandemie) | keine Austragung (COVID-19-Pandemie) | keine Austragung (COVID-19-Pandemie) | keine Austragung (COVID-19-Pandemie)         | keine Austragung (COVID-19-Pandemie) | keine Austragung (COVID-19-Pandemie)    |
| 2021 | Umar Hayat Ali                       | 4:1                                  | Erik Dullerud                        | John Christian Vespestad Audun Risan Heimsjø | keine Austragung (COVID-19-Pandemie) | keine Austragung (COVID-19-Pandemie)    |
| 2022 | Magnus Martinsen Melien              | 4:1                                  | Audun Risan Heimsjø                  | John Christian Vespestad Erik Dullerud       | Nassim Sekat                         | Erik Dullerud Nassim Sekat              |
| 2023 | Nassim Sekat                         | 4:2                                  | Audun Risan Heimsjø                  | Umar Hayat Ali Reidar Rundsveen              | Mats Schjetne                        | nicht ausgetragen                       |
| 2024 | Umar Hayat Ali                       | 4:1                                  | Nassim Sekat                         | Reidar Rundsveen Øyvind Jensen               | Nassim Sekat                         | nicht ausgetragen                       |
| 2025 | Nassim Sekat                         | 4:3                                  | Erik Dullerud                        | John Christian Vespestad Geir Bentzen        | noch nicht ausgetragen               | Erik Dullerud Nassim Sekat              |

## Rangliste der Hauptmeisterschaft
| Platz | Spieler                 | Gold | Silber | Bronze |
| ----- | ----------------------- | ---- | ------ | ------ |
| 1     | Bjørn L’Orange          | 7    | 1      | 1      |
| 2     | Christopher Watts       | 5    | 2      | 0      |
| 3     | Andre Hellerud          | 3    | 4      | 2      |
| 4     | Knut Kvaal Pedersen     | 3    | 1      | 2      |
| 5     | Kjartan Fridthjofsson   | 2    | 2      | 3      |
| 6     | Umar Hayat Ali          | 2    | 1      | 3      |
| 7     | Nassim Sekat            | 2    | 1      | 2      |
| 8     | Kurt Maflin             | 2    | 0      | 0      |
| 8     | Mats Schjetne           | 2    | 0      | 0      |
| 8     | Hassan Shuja            | 2    | 0      | 0      |
| 11    | Ken Simon Røed          | 1    | 3      | 3      |
| 12    | Robert Farinetti        | 1    | 1      | 0      |
| 12    | Pål Isnes               | 1    | 1      | 0      |
| 14    | Aksel Hornslien         | 1    | 0      | 0      |
| 14    | Magnus Martinsen Melien | 1    | 0      | 0      |
| 14    | Roger Reppe             | 1    | 0      | 0      |
| 14    | John Vastvedt           | 1    | 0      | 0      |